# Joseph Farington

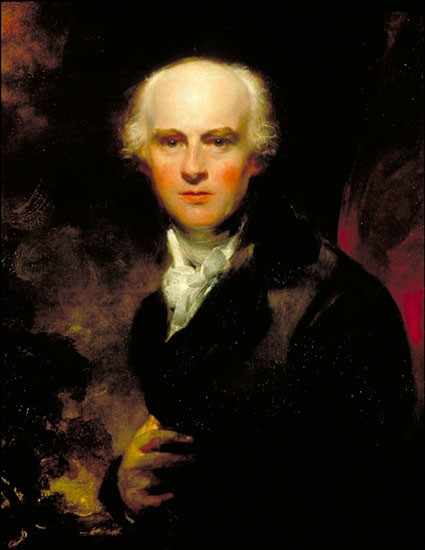
Thomas Lawrence, Portrait of Joseph Farington, 1794/95

Joseph Farington (* 21. November 1747 in Leigh; † 30. Dezember 1821 in Didsbury) war ein britischer Landschaftsmaler.

## Leben

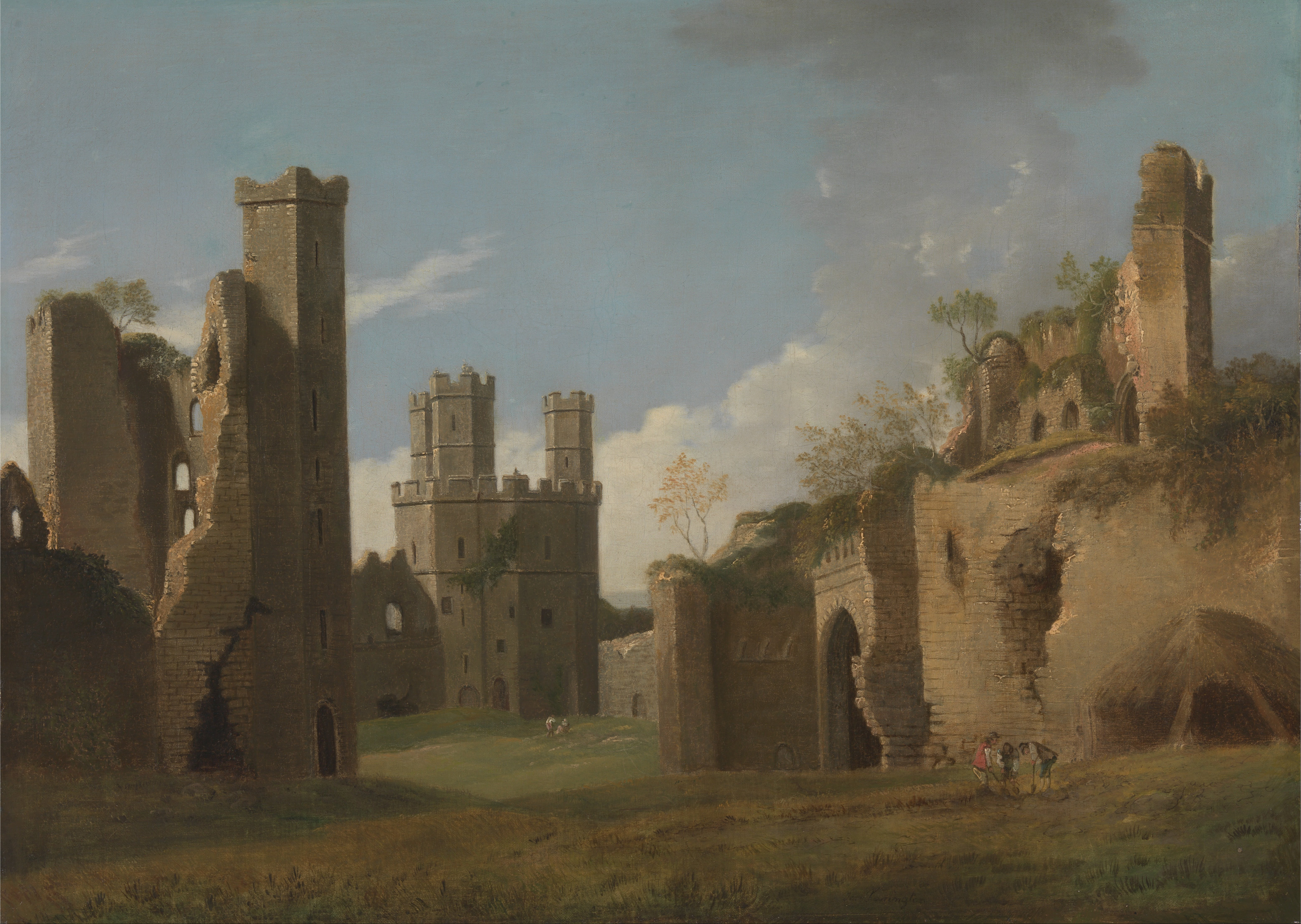
Caernarvon Castle, ca. 1780, Öl auf Leinwand, 52,1 × 72,4 cm

Farington wurde 1747 als zweiter von sieben Söhnen des Geistlichen William Farington und dessen Ehefrau Esther Gilbody geboren. Er war von 1763 bis 1666 in London Schüler und Gehilfe von Richard Wilson. Früh zeigte sich Faringtons talent: 1764, 1765 und 1766 erhielt er Preise der Royal Society of Arts. Ab 1769 studierte er an der im Jahr zuvor eröffneten Royal Academy of Arts.
Im Auftrag des Verlegers John Boydell reiste Joseph Farington zusammen mit dem Bruder George im Sommer 1773 nach Houghton Hall, um dort Stichvorlagen nach der von Robert Walpole hinterlassenen Gemäldesammlung anzufertigen, die wenig später an die russische Kaiserin Katherina II. verkauft werden sollte. Ab 1776 lebte er in Keswick, wo er zahlreiche topographische Skizzen anfertigte, die er später teilweise in Großformate übertrug. Im gleichen Jahr heiratete er Susan Mary Hamond. Das Paar bekam keine Kinder.
Im Jahr 1781 ging Farington mit seiner Frau nach London und ließ sich dort nieder, war aber zeitlebens viel auf Reisen – sowohl in seinem Heimatland als auch in Europa, wo er 1794 die Schlachtfelder in Flandern besuchte, aber auch intensive Kontakte zu Kollegen pflegte. Nach zwei Jahren Anwartschaft wurde Farington 1785 Mitglied der Royal Academy of Arts und zu einer einflussreichen Persönlichkeit. Einen Namen machte er sich als Kunstsachverständiger und Vermittler von Kunstkäufen. Er gilt als früher Förderer von Thomas Lawrence und John Constable.
Farington starb 1821 bei einem Besuch in der Heimat bei seinem Bruder Robert, als er in der örtlichen Kirche eine Treppe hinabstürzte.